# 해미국제성지

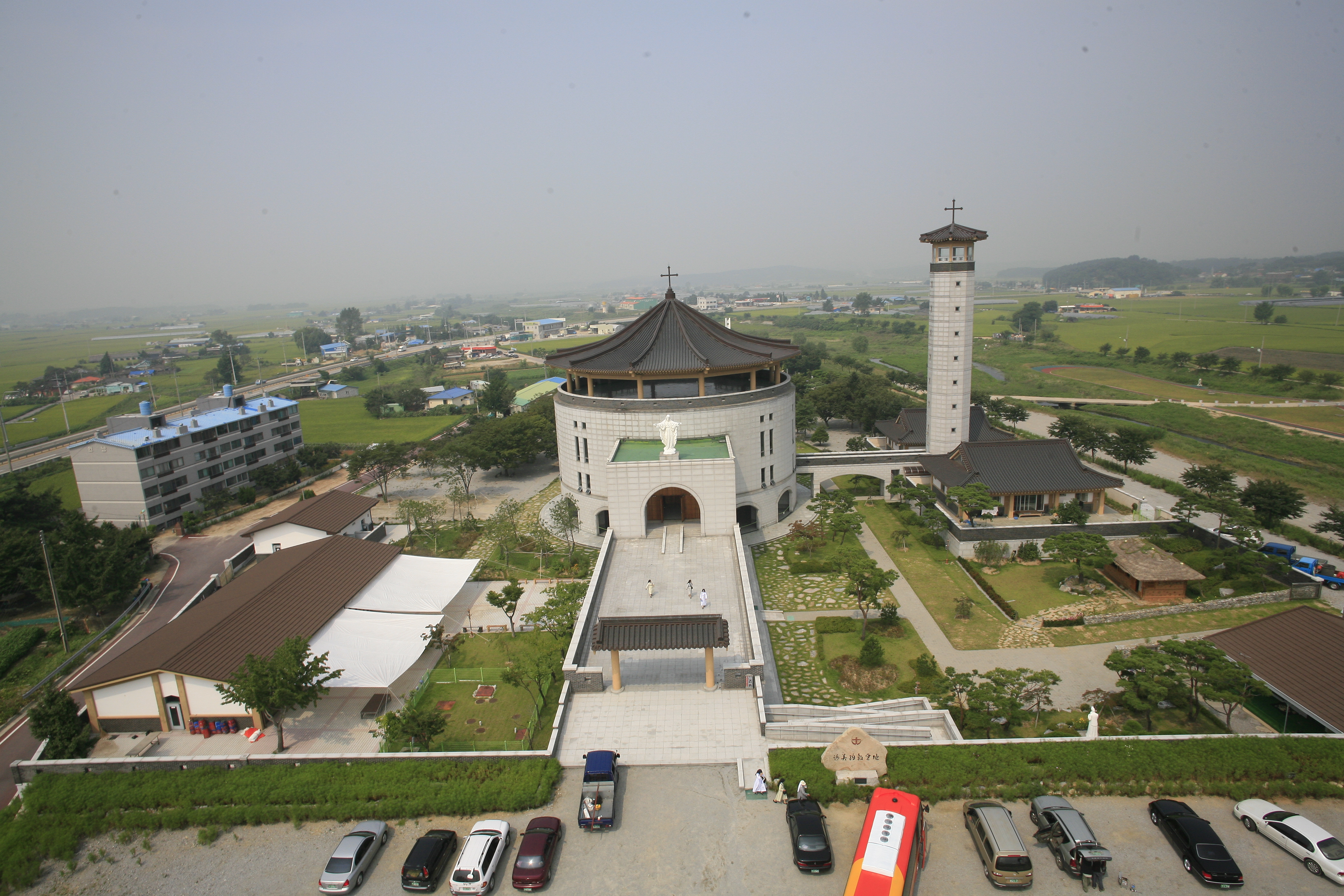
해미국제성지 전경

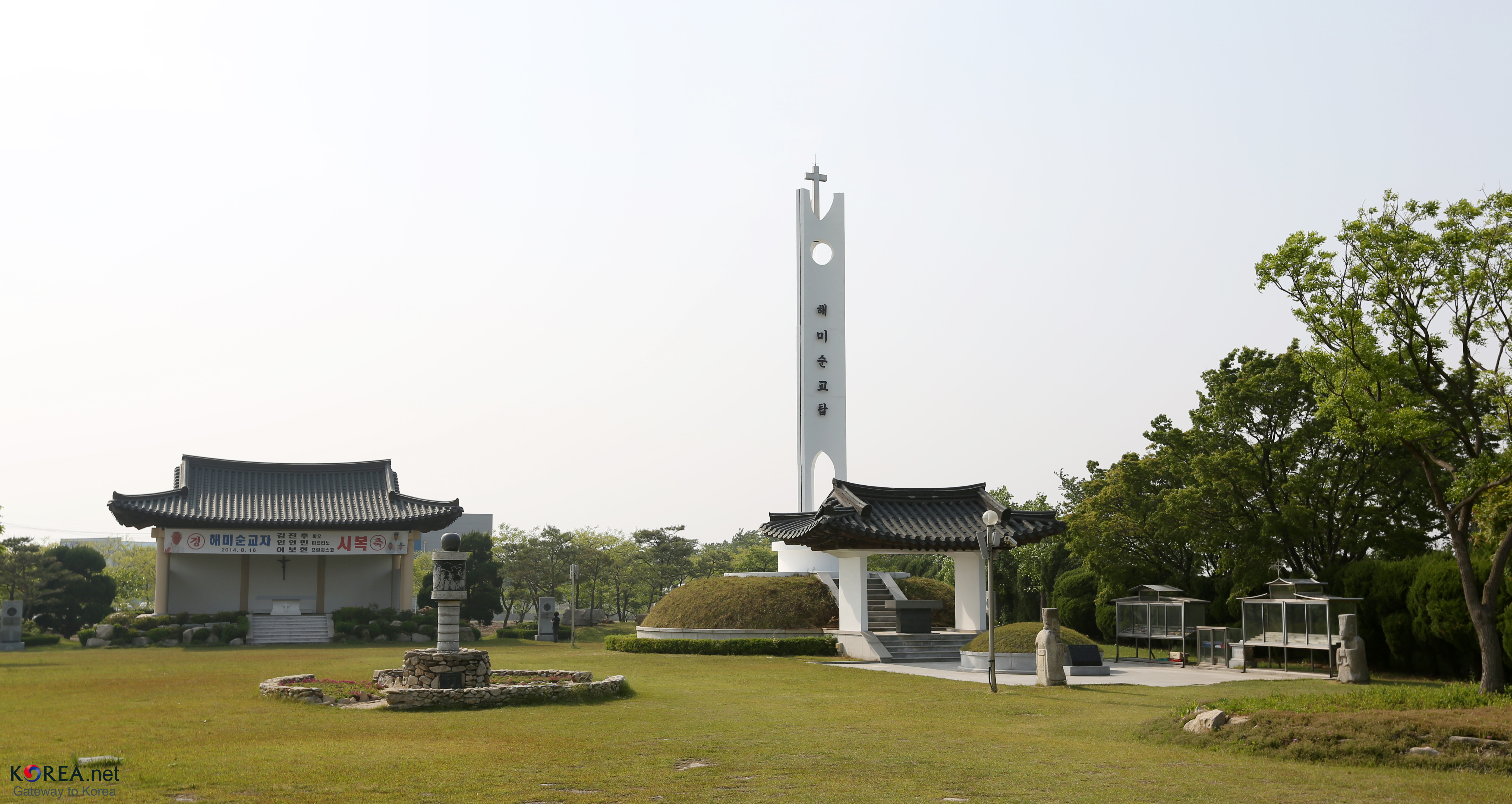
노천 성당과 해미 순교탑

해미국제성지(海美國際聖地, 영어: Haemi Sanctuarium Internationale)는 충청남도 서산시 해미면 성지1로 13에 위치한 한국 로마 가톨릭교회 순교 성지이다. 성지가 위치한 일대는 '여숫골'이라고도 불린다. 1866년 병인박해 때 해미진영(海美鎭營)은 천주교도 색출과 처벌의 임무를 맡고 있었기 때문에 충청도와 경기도 평택에 이르는 해미현 관아 관할지역에서 붙잡힌 천주교도들은 해미읍성으로 끌려왔는데, 1872년까지 6년간 이어진 박해기간 동안에 붙잡힌 천주교 신자 약 1,000명 이상이 이곳에서 잔인하게 처형 또는 생매장 되었다.
1935년 서산성당 범바로(P, Barraux) 신부가 순교자들의 유해중 일부를 발굴해냄으로써 관군에 의해 집단 학살이 자행되었다는 사실이 세상에 알려지기 시작했다. 발굴된 유해는 상홍리공소에 임시 안장되었다가 1995년에 이곳으로 다시 옮겨져와 보존 중이다. 성지 조성은 천주교 신자들 대상으로 홍보, 모금 활동을 벌여 부지를 확보하고 건립을 시작해 2003년 6월 17일 완료하였다.
2014년 로마 교황청은 해미 순교자 3명을 가톨릭교회 공적 공경 대상인 복자로 추대하였다. 같은 해 8월에 교황 프란치스코가 복자로 추대된 순교자들의 시복식을 위해 대한민국을 방문하였을 때 해미순교 성지도 직접 방문하였다.

## 지명 유래
1866년 병인박해 당시 관군은 많은 천주교인(천주학쟁이)들을 해미읍성으로 끌고와서 처형하였다. 그런데 그 수가 많아지자 이들을 해미천변으로 끌고나가 생매장 시키는 방식으로 처형하기 시작했다. 해미읍성 옥사에서 끌려나온 천주교인들은 본능적으로 순교 당할 것을 감지하고 해미천 변으로 끌려나가면서 "예수 마리아"를 부르짖으며 기도를 하였다. 그런데 동네 사람들에게는 "예수 마리아"라는 기도소리가 "여수(여우의 방언) 머리" 라고 들렸다. 이는 이해할 수 없는 외국어의 일부가 모국어처럼 들리는 몬더그린 현상에 의한 것으로 자연스러운 일이다. 이들의 신앙을 이해할 수 없었던 지역민들은 '역시 저들은 여수(여우)에게 홀렸으니 저렇게 죽는 것이구나' 하고 생각하게 되었다. 이런 연유로 인하여 이곳은 그때부터 '여숫골'이라는 이름으로 불리게 되었다.

## 역사적 배경

### 해미읍성

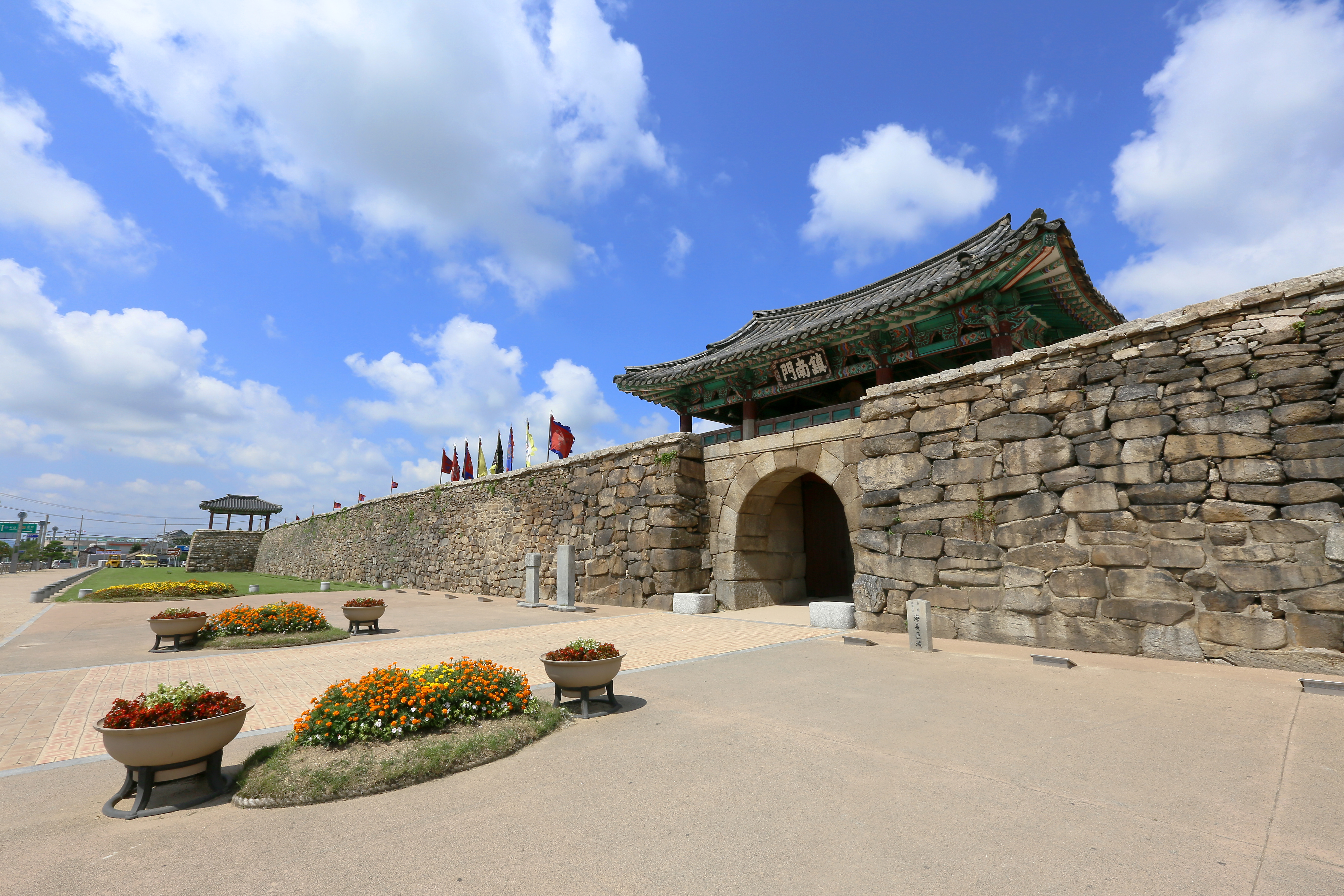
서산 해미읍성 (사적 제116호)

해미는 조선 초기 충청 병마절도사영이 위치한 곳이였다. 조선 중기의 1651년 병마절도사영이 청주로 옮겨지면서 해미는 현으로 축소되었지만, 여전히 1,400~1,500여 명의 군사가 주둔하는 진영으로 군사적 요충지였다. 군사를 거느린 무관 영장은 해미 현감을 겸하였고, 이에 해미 현감은  충청좌도의 내포 지방 해안수비 명목으로 국사범을 처형할 수 있는 권한을 갖게 되었다. 해미 관아의 담당 지역은 충청도와 함께 경기도 평택에 이르렀다. 이에 담당 지역의 신자들이 체포되면 모두 해미읍성으로 끌려오게 되었다. 이들은 해미읍성에서 갖은 고문을 당하였고, 마지막에 처형당하는 곳은 해미읍성 서문 밖과 해미천변(여숫골)이었다.
해미의 첫 순교자는 1800년 1월 9일에 장살형으로 순교한 인언민(마르티노)과 이보현(프란체스코)이다. 1839년 기해박해 이전까지는 1814년에 옥사한 김진후(비오, 김대건 신부의 증조부)를 비롯하여 모두 8명이 순교하였다. 1866년의 병인박해 시기에는 132명이 순교하였는데 성명미상의 순교자 47명을 더하면, 해미읍성에서 순교한 사람은 179명 이상이다. 그밖에 해미천변(여숫골)에서 순교당한 이들까지 합하면 약 1,000명이 넘는것으로 추산된다.
당시 해미읍성의 큰 감옥 두 곳은 한티고개를 넘어 내포 지방에서 끌려온 천주교인(천주학 죄인)들로 항상 북적였다고 전해진다. 감옥이 있던 장소에는 당시 손발을 묶이고 머리채를 묶인 순교자들이 매달리어 고문대로 쓰여지던 호야나무 가지가 지금도 흔적을 지니고 서 있다. 이 감옥터를 1950년대에 해미 공소 신자들이 식량을 절약하여 1800여 평을 확보하고 공소 강당을 세웠는데, 1982년에 정부가 문화재 관리 정책의 명목으로 공소 강당을 철거하고 그 터를 일부 보상, 일부 징발하고 순교 기념비만 새로 세워주었다. 그 후 오늘날 그 터의 교회적 성역화 사업이 불허되고 있다.

### 병인박해
중국을 통해 들어온 천주교는 18세기 말 교세가 크게 확장되었다. 그러나 유교적 가치를 거부하는 천주교의 확대는, 유교사회에 대한 도전이자 지배체제에 대한 중대한 위협이었다. 신유박해와 기해박해를 거치며 교세가 위축되는듯 하다가 점차 다시 회복되어갔다. 1864년 집권한 흥선대원군은 천주교에 대한 이해가 깊은 인물로 천주교를 탄압할 생각이 없었다. 그러나 청나라에서 천주교를 박해하는 방향으로 정책을 전환한후 이런 분위기에 편승한 반대세력들의 공세가 이어지자 정권 유지를 위해 1866년 천주교 박해령을 선포하였다.
수많은 천주교인들이 서울과 지방에서 체포되었고 전국에 걸쳐 약 8천여명 이상이 처형되었다. 병인양요를 거치며 더욱 심해진 박해는 신미양요 직후까지 6년간 이어졌는데, 특히 1868년에 흥선대원군의 부친인 남연군 분묘 도굴 만행이 벌어지자 박해의 정도가 더욱 거세졌다. 조선 후기 충청도 서북 지역의 군사와 치안을 함께 관장하던 해미진영(海美鎭營)은 이 지역의 천주교 신자들을 색출하고 처벌하는 임무도 맡았다. 박해기간중에 해미에서는 충청도 각 고을에서 잡혀 온 천주교 신자(천주학 죄인) 1,000명 이상이 처형되었다.

## 순교와 성지 조성

### 순교 (생매장)

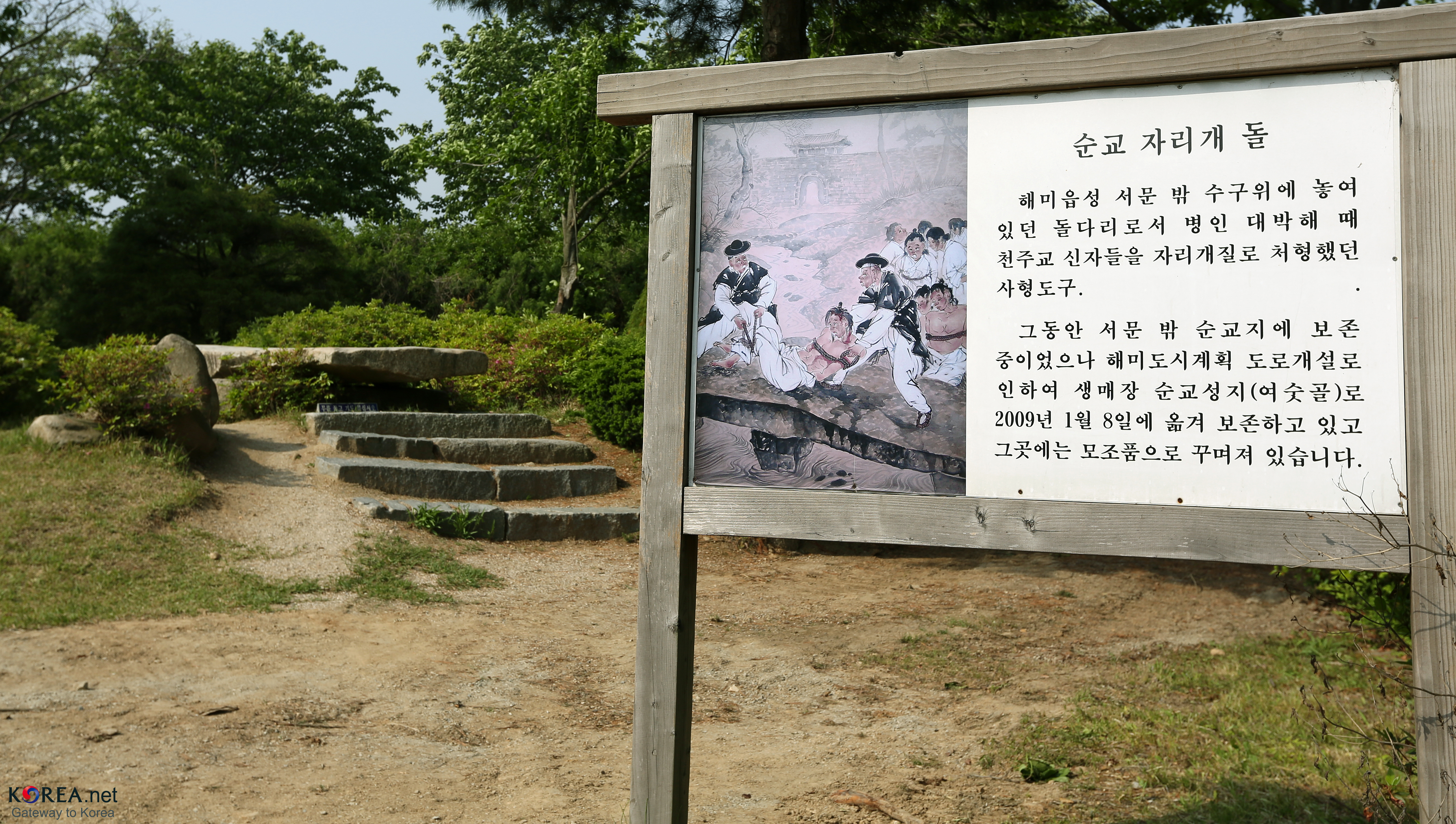
처형에 사용했던 순교 자리개돌

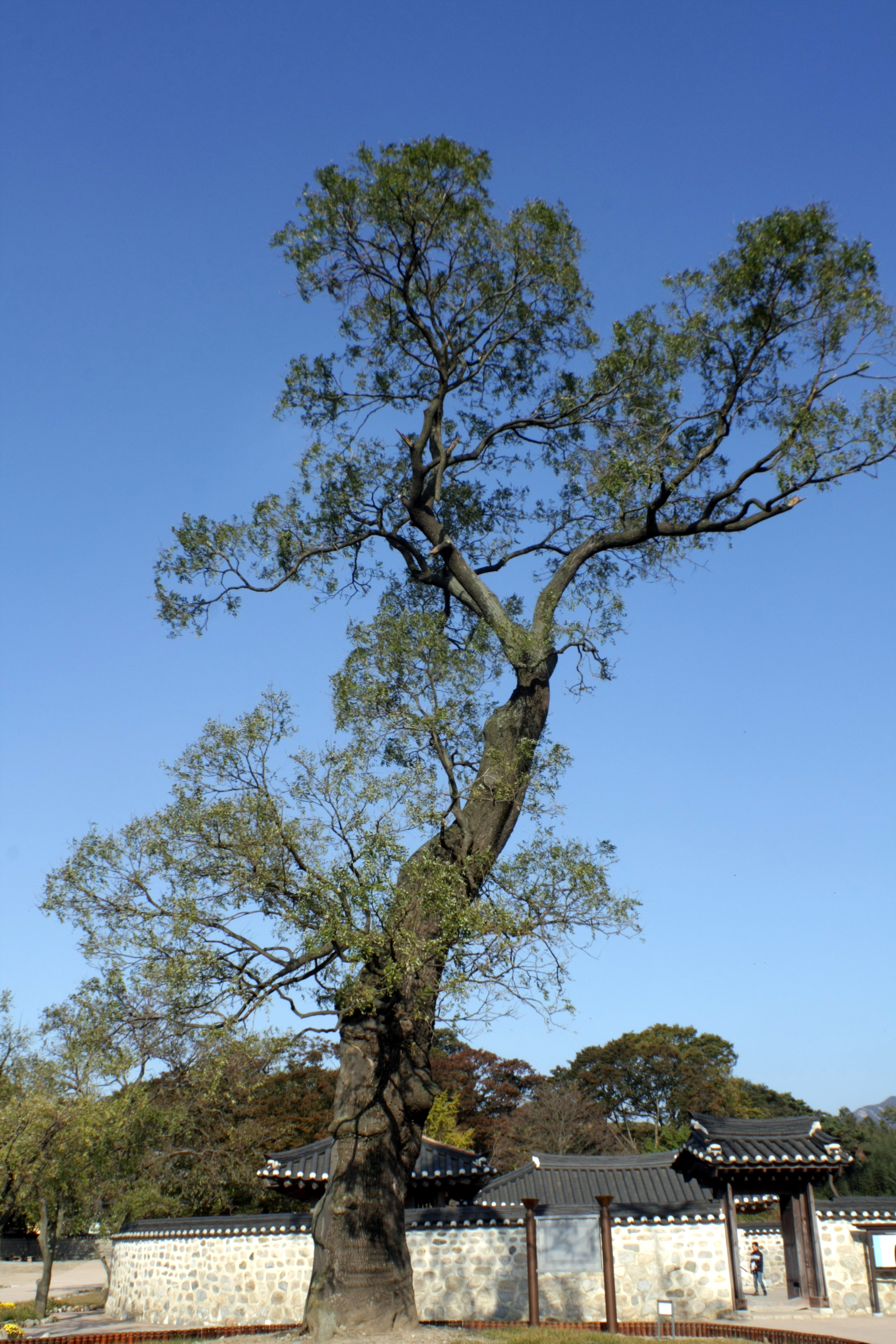
교수형에 이용되었던 해미읍성안에 회화나무 (기념물 제172호)

잡혀온 천주교인들은 해미읍성에 있는 감옥 두곳에 가두어 놓았다가 처형하였다. 처형된 자들에 대한 자료는 교회측기록 67명 관측기록 65명과 무명순교자로 기록된 47명으로 되어 있으나 그밖에 이름모를 순교자는 이루 헤아릴 수 없을 것으로 추정된다. 해미 진영장의 독자적 처결에 있어서 사후에 문책거리가 됨직한 신분의 사람들은 홍주(홍성) 및 공주 등 상급 고을로 이송하였는데 이송사실과 이송자들에 대한 이름은 기록에 남겨져 있다고 한다. 해미읍성이나 여숫골에서 처형된 자들의 대부분은 홍성이나 공주로 이송되지 못한 서민층이었기 때문에 이들에 대해서는 심리나 기록 절차 없이 마구잡이로 죽였다. 또한 1866년 10월 병인양요 이후에는 먼저 처형한 뒤에 조정에 보고하는 선참후계령(先斬後啓令)이 내려진터라 천주교 신자들을 해미진영에서 독단적으로 처형할 수 있었다. 처형을 집행한 관리들은 귀찮은 나머지 조정에 보고를 누락시키거나 기록을 남기지 않았다. 그래서 이름없는 순교자들이 더 많을 것으로 추정된다.
초기에 처형은 해미읍성 서문밖에서 교수형, 참수형, 몰매질형, 석형(石刑), 백지사형, 동사형 등의 방식으로 한 명씩 처형하였다. 그러다가 더욱 잔인한 방법이 고안되었다. 돌다리 위에서 죄수의 몸을 들어올린후 곡식단을 내리치며 타작하듯 메어쳐서 머리가 깨어져 죽게 하는 자리개질을 하기도 하였다. 이때 사용된 돌은 길이 4.2m 폭 1.5m의 '자리갯돌'이라 명명되어 현재에도 서문밖에 보존, 전시되어 있다. 철사줄로 천주교도를 고목인 회화나무에 매달아 고문하거나 교수형에 처하기도 했다. 여러 명을 눕혀 놓고 돌기둥을 떨어뜨려 한꺼번에 죽이기도 하였는데, 혹여라도 꿈틀거리는 몸뚱이가 있으면 횃불로 눈알을 지져대기도 하였다 한다. 그리하여 해미 진영의 서문 밖은 항상 천주학 죄인들의 시체로 산을 이루고 그 피로 내를 이루었다는 기록을 남기고 있다.
1866년 병인년으로부터 1868년 무진년에 이르는 대박해 때에는, 인원이 많아지자 시체 처리의 간편함을 위하여 생매장을 하기 시작했다. 해미 진영의 서녘 들판에 십 수 명씩 끌고 나가서, 아무 데나 파기 좋은 곳을 찾아 큰 구덩이를 만들어 산 사람들을 밀어넣어 흙과 자갈로 묻어버렸다. 교회가 이곳을 순교지로 지정하기 전까지만 하더라도, 이곳에서 농사짓던 농부의 연장 끝에 걸려 버려진 뼈들이 많았다 한다. 이 때 캐어낸 뼈들은 수직으로 서있는 채 발견되었다고 하는데, 바로 이것이 생매장의 증거라 할 수 있다. 또한 생매장형이 시행되면서 여름철 죄인의 수효가 적을 경우에는 사령들이 번거로움을 덜기 위해서 수장을 시켰다. 개울 한가운데에 있던 둠벙에 죄인들을 꽁꽁 묶어 물속에 빠뜨려 죽였는데, 천주학 죄수들을 빠뜨려 죽인 둠벙이라 해서 '죄인 둠벙'이라 불렀으나 현재는 이름조차도 변해 '진둠벙'이라 불리고 있다.

### 목격자 탐문과 증언
1932년 8월 5일 서산성당에 부임한 프랑스 출신의 범바로(P. Barraux, 1903~1946) 신부는 1935년부터 해미 순교지에 대한 목격자들의 증언을 채록하기 위하여 해미와 서산 일대를 두루 다녔다. 오랜 시간 수소문 끝에 해미 서문 밖에 살던 이주필과 음암에 사는 박승익을 만났다. 84세, 85세였던 이들은 1868년(고종 5)을 전후하여 해미에서 행해진 천주교 신자들의 처형 현장을 직접 목격한 증인들이었다. 목격 당시 그들의 나이는 17세, 18세로 처참했던 그날의 광경들을 생생히 기억하고 있었다.
해미읍성의 서문 밖에 살던 이주필의 증언에 따르면, 그가 해미읍성안에 있는 옥사를 살펴본적이 있는데, ‘십자패’를 가진 사람이 있었고, 그들을 천주학 하는 사람들이라 들었으며, 문을 열어 놓아도 도망하는 사람이 없었다고 한다. 또한 당시 서문 주변과 성 밑에서 벌어진 처참한 장면을 생생히 기억하고 있었다. 서문 밖에서는 참수, 교수, 자리개질 등으로 천주교 신자들을 처형하였다고 한다. 당시 악명 높았던 토포병방(討捕兵房) 박영완은 죽지 않은 사람을 선별하기 위해 심지어 죽은 사람의 눈에 불을 붙여 대어 보기까지 하였고, 혹시 죽지 않은 사람을 발견하면 마구 때려서 죽게 하였다고 한다.
또 하루는 수십 명의 사람들을 길게 엮어 바다 쪽으로 끌고 가는 것을 박승익과 이주필이 따라가 보았다. 당시 들을 지나 내를 건너면 오리나무와 버들 숲이 있었는데, 여숫골 해미천변(현 해미성지)에 구덩이를 파 사람들을 옆에 세우고는 누군가가 “지금이라도 성교(聖敎)를 않는다고 하고 예수와 마리아를 욕하여라. 지금이라도 놓아 주마.”라고 하였다. 그런데도 신자들은 예수와 마리아를 부르며 기도만 할뿐 어느 누구하나 배교를 하거나 순교를 두려워하지 않았다 한다.
“수십 년 배워 익힌 학문을 어찌 버릴 수 있겠습니까? 위로는 천당이 있고 아래로는 지옥이 있으니 지금 참수를 당한다 해도 스스로 돌아갈 곳이 있습니다. 배교하면 살려 준다는 분부는 비록 감격되오나 한 번 죽은 후에는 천당의 부귀영화가 저절로 눈앞에 있게 되니, 오직 성교(聖敎)를 보전하고 빨리 죽음으로써 공이 훼손되어 욕됨을 받는 일을 면하기 바랄 뿐입니다.” 이처럼 순교자들은 천주를 저버리고 목숨을 얻는 대신 자신들이 믿는 진리를 죽음으로 증언하였다. 형역들은 배교를 거부한 신자들을 교수형에 처하거나 산 채로 파묻었다고 한다. 그 밖에도 여숫골 해미천변에서 그동안 농사를 짓던 농부들이 순교자의 유골 일부를 캐내서 냇물에 버렸다고 증언하였다. 이런것으로 볼때 이곳이 생매장터였음을 확인할 수 있었다.

### 유해 발굴

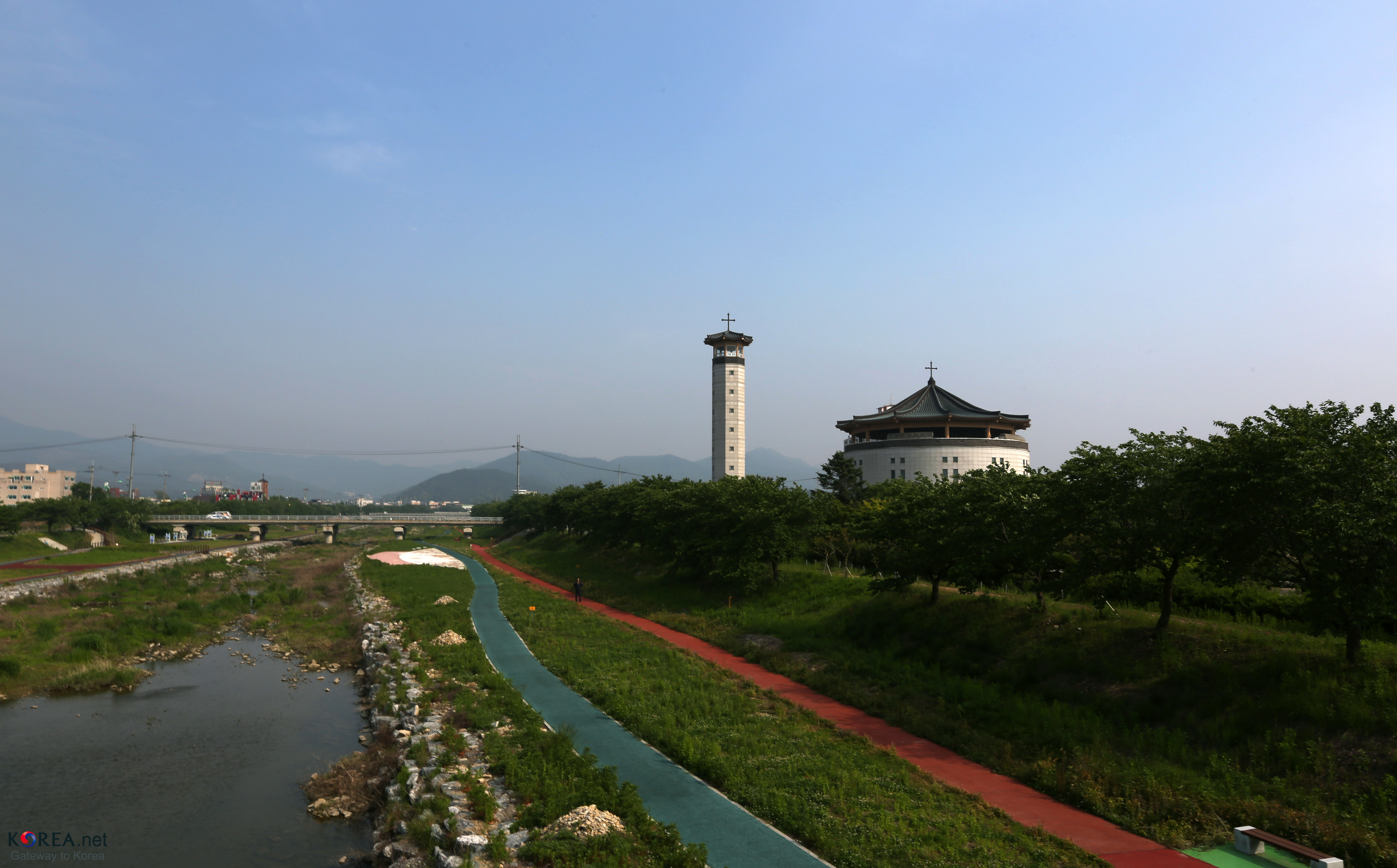
해미천변에서 바라본 대성당

1935년 당시에 천주교 기관지라 할 수 있었던 『경향잡지』에는 일곱 차례에 걸쳐 해미의 순교 사실에 대한 증언들이 소개되었다. 이로써 해미성지가 널리 알리지게 되었다. 또한 범바로 신부와 서산 지역의 천주교 신자들은 목격자들의 증언을 토대로 유해 발굴에 나섰다. 발굴처에서 시신 수십 여 구의 썩은 진토(塵土)를 확인하였고, 이 가운데 10여 구의 유해를 찾아낼 수 있었다. 범바로 신부는 순교자들의 유해와 유품 등을 30리 밖 상홍리공소에 임시 안장하였는데, 1995년이 되어서야 유해 발굴터인 이곳으로 다시 옮겨졌다. 하지만 많은 유해가 홍수로 유실됐다고 전해지고 있다. 남아있는 유해는 별도로 보존 처리하여 안치하고 있다. 또한 유해 발굴에 앞장섰던 범바로 신부는 1946년 1월 13일, 43세의 젊은 나이에 사망하고 말았다.

### 성지 건립
1985년 4월 해미 공소가 성당으로 승격되었다. 그리고 같은 해 6월 해미 순교 선열 현양회를 발족하고, 대한민국의 가톨릭교 신자들을 대상으로 홍보, 모금 활동을 펼쳤다. 이러한 노력으로 1998년 순교 성지 부지 약 2만 3100m2을 확보하였다. 이어 1999년 5월부터 3000명의 회원에게 성전 건립 기금을 모았다. 2000년 8월 기공식을 시작으로, 2003년 6월 17일 성지 건립을 완료하였다. 대성당 아래의 12개 기둥에는 건립 후원자들의 이름이 적혀있다.

### 교황 방문과 시복

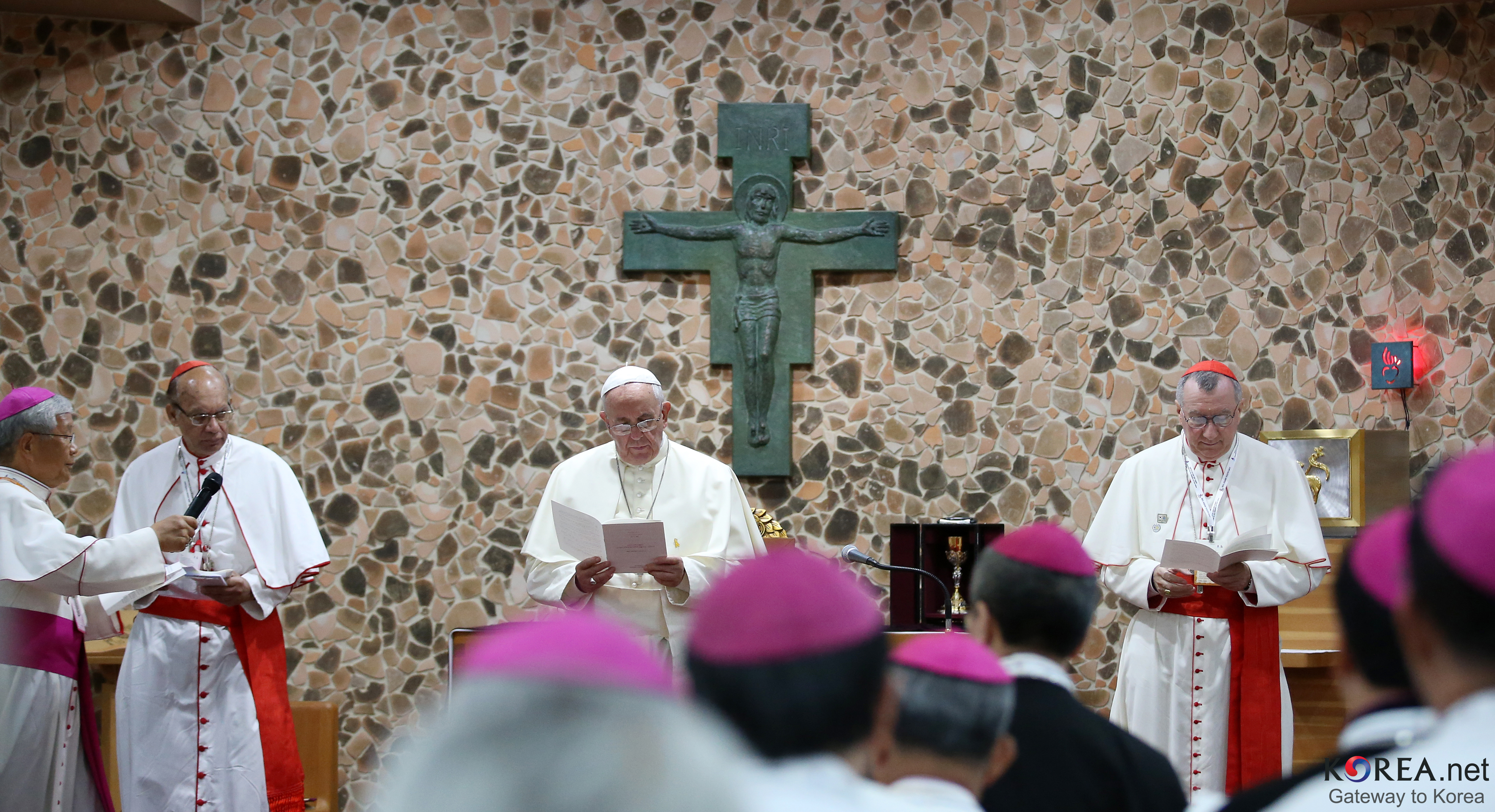
소성당에서 열린 '아시아 주교단과의 만남'에서 연설을 준비 중인 교황 프란치스코.

2014년 8월 16일 교황 프란치스코가 대한민국을 방문하였다. 이번 교황의 대한민국 방문은 역사상 두 번째의 일이었다. 그리고 당일 광화문 앞에서 교황 집전 아래 순교자 124위 시복식이 열렸다. 여기에는 해미 순교자인 인언민(마르티노), 김진후(비오), 이보현(프란치스코)의 3위가 함께 시복되었다. 8월 17일에는 해미국제성지를 들러 유흥식 대전교구장 주교와 안희정 충남도지사, 이완섭 서산시장 등의 영접을 받은 뒤 아시아 주교단과의 만남과 오찬을 가졌다. 그리고 해미국제성지 기념관 앞에서 열린 해미 순교자 3위의 기념비 제막식에 참석하였다.

## 성지 구성
해미에 위치한 8,903m2의 무명 순교자 성지 터에 지어졌다. 성지에는 전체면적 3234m2에 지상 4층, 700석 규모의 대성당과 200석 규모의 소성당을 지었다. 성당 뒤편에 위치한 기념관은 순교자의 무덤을 형상화하여 지었다. 기념관 내부에는 순교 기록화와 벽화 조각이 설치되어 있으며, 발굴된 순교자 유해가 안치되어 있다. 그리고 파수대를 상징하는 팔각의 탑과 사제관, 수녀원을 지었다.
이 밖에도 신자들을 묶어 물웅덩이에 빠뜨려 수장시킨 '진둠벙', 해미천 옆에서 생매장당한 무명의 순교자들을 기리기 위한 높이 16m의 '해미순교탑', 무명순교자의 묘, 유해 발굴지에 조성된 노천성당, 해미읍성 서문 밖 순교지에 있던 자리개 돌의 원석이 존재한다.

## 순교의 종교적 의미
로마 가톨릭교회에서의 신앙심을 지키기위해 목숨을 잃는 것을 '순교'라고 표현한다. 가톨릭 교회에서의 순교는 신봉의 대상인 하느님의 자비와 사랑을 체험한 자들이 목숨을 바쳐 신앙의 증거가 되는 것을 의미한다. 이를 '순교 신심'이라고 표현한다. 해미국제성지 터에서의 순교는 한국 로마 가톨릭교회 역사에서 이러한 순교 신심 정신의 형성에 기여하였다. 더불어 프란치스코 교황의 방문과 해미 순교자 3위의 시복은 현세의 신자들에게 해미 순교자들의 삶과 신앙을 배워나갈 것을 권하고 있다.

## 사진

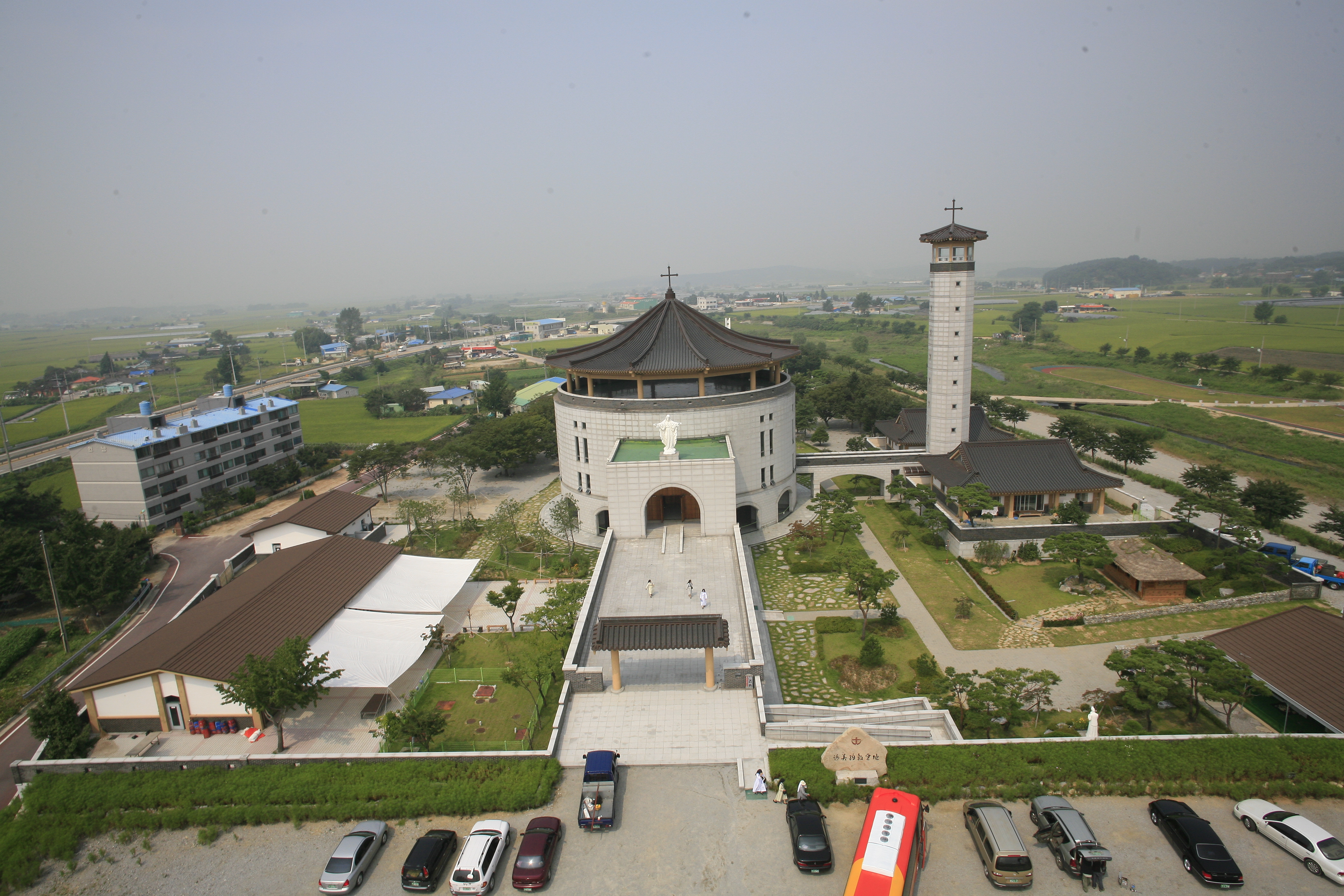
성지 전경
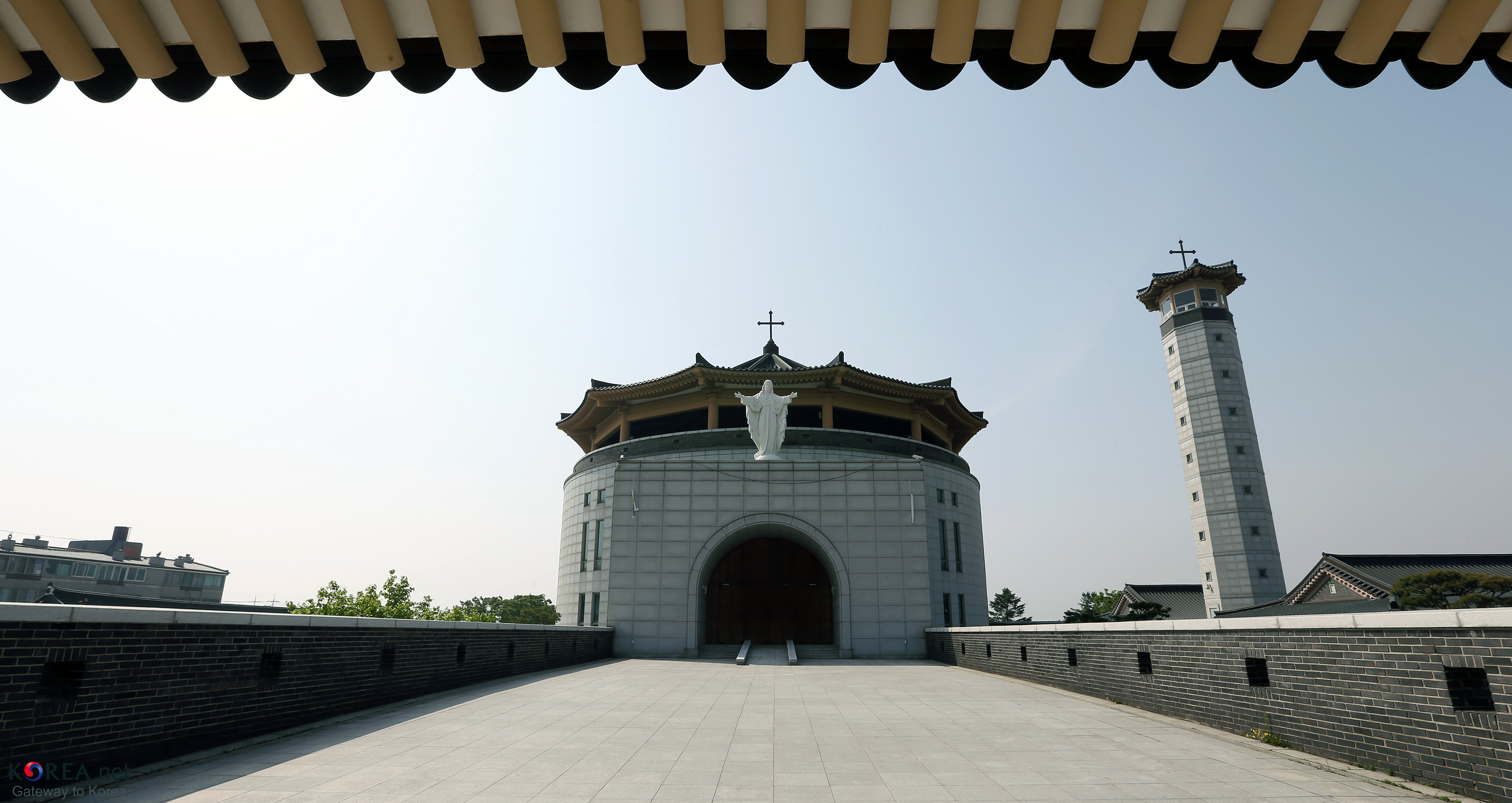
대성당
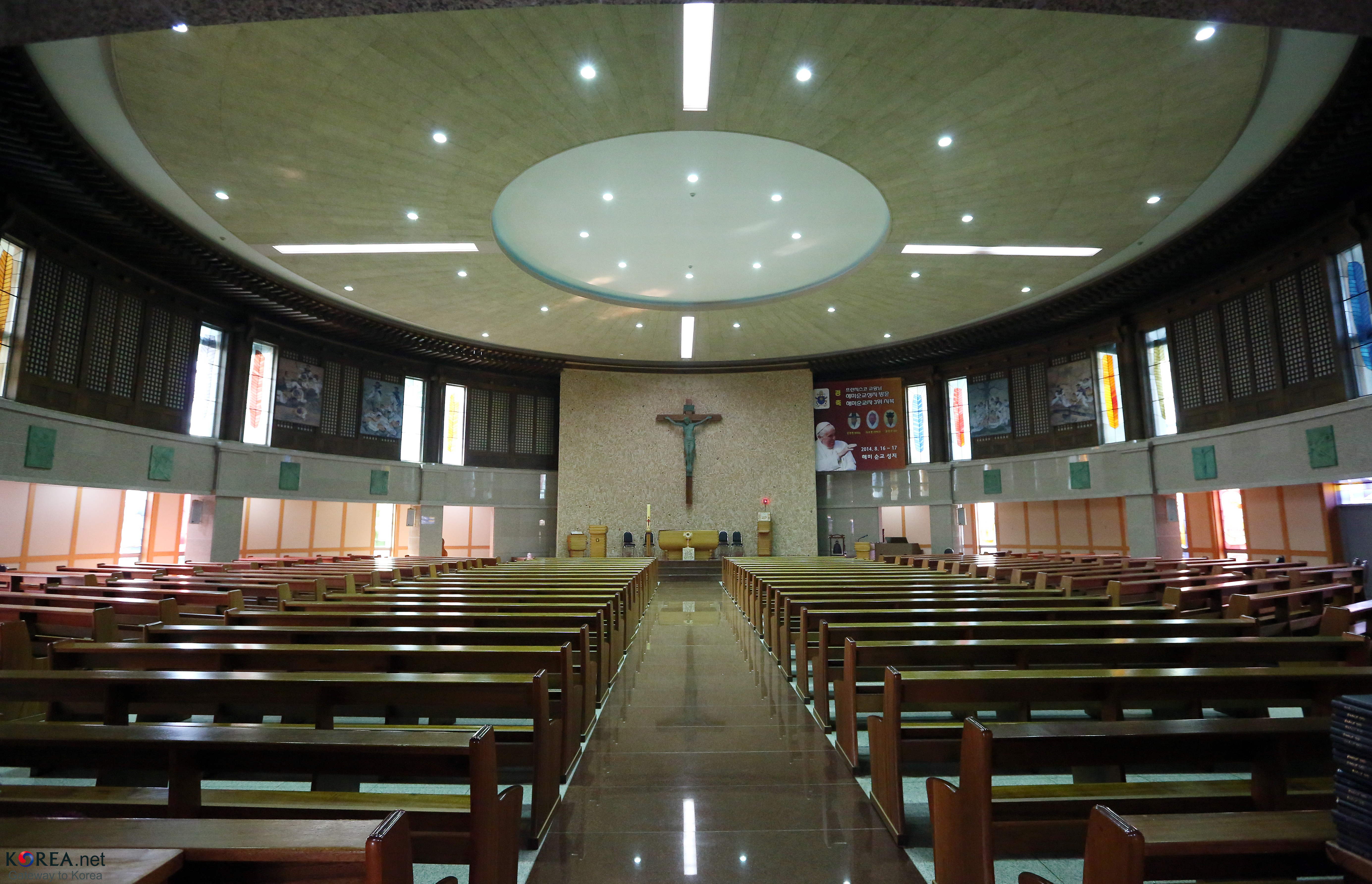
대성당 내부
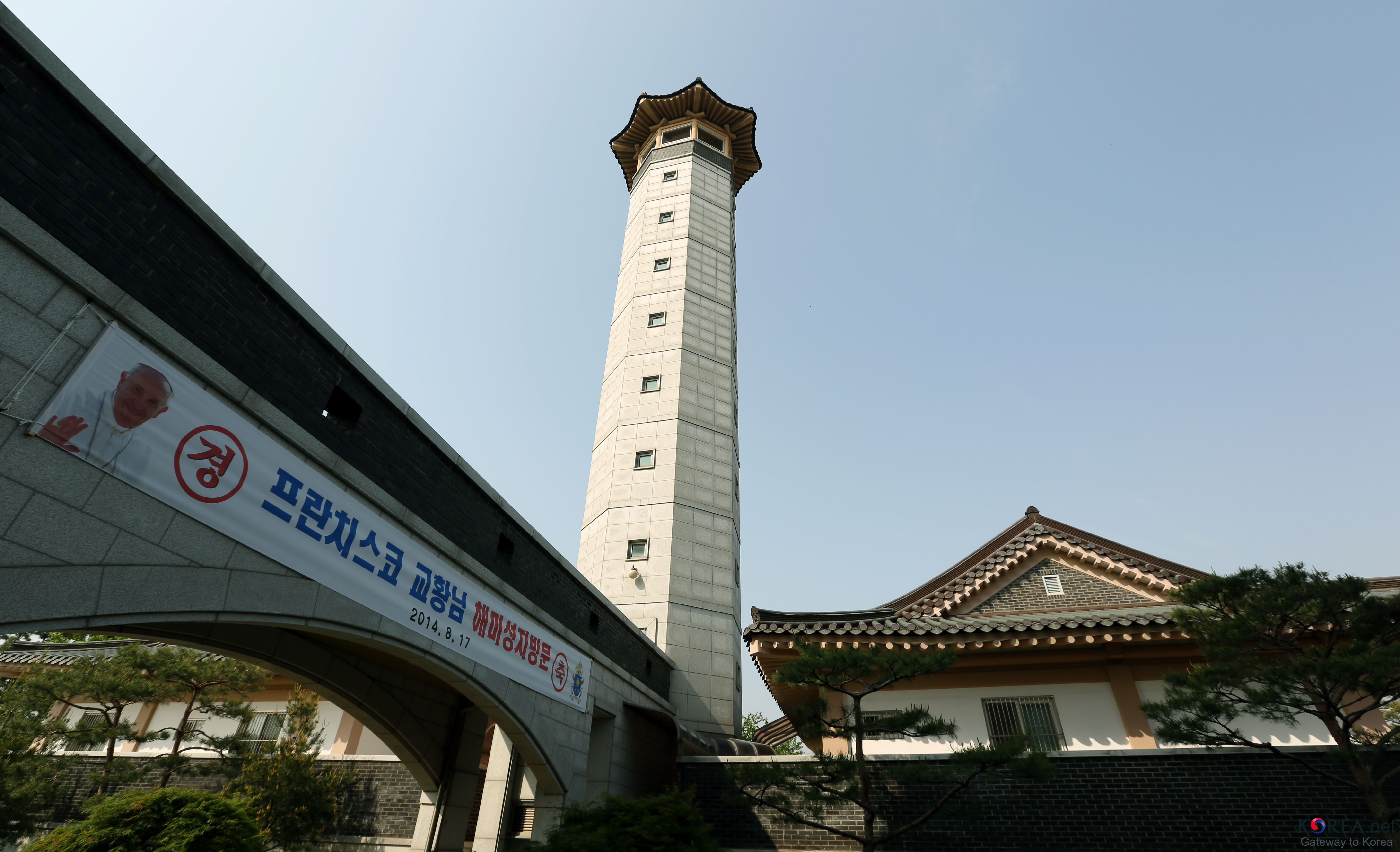
팔각의 탑과 사제관
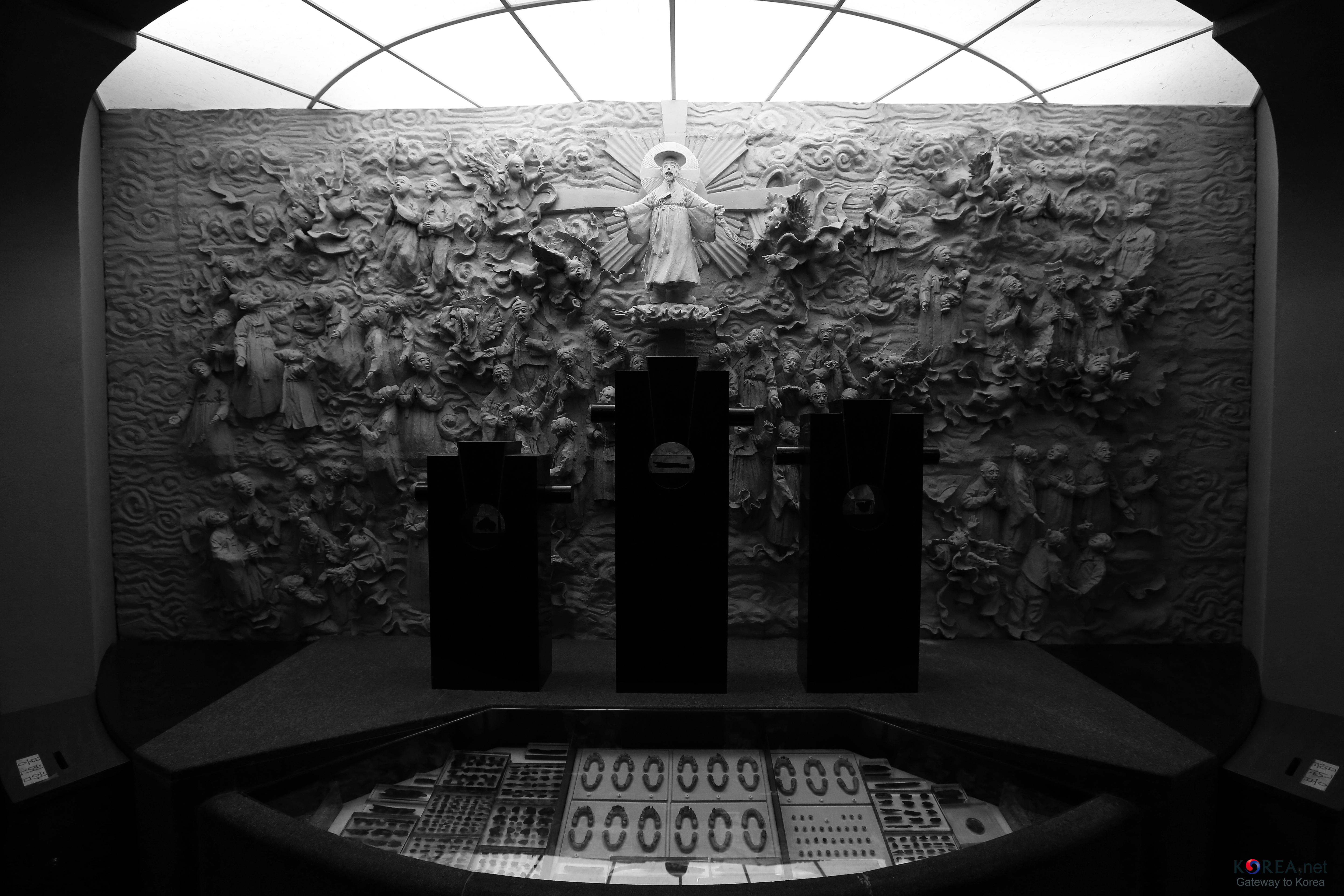
기념관 안에 전시된 벽화조각
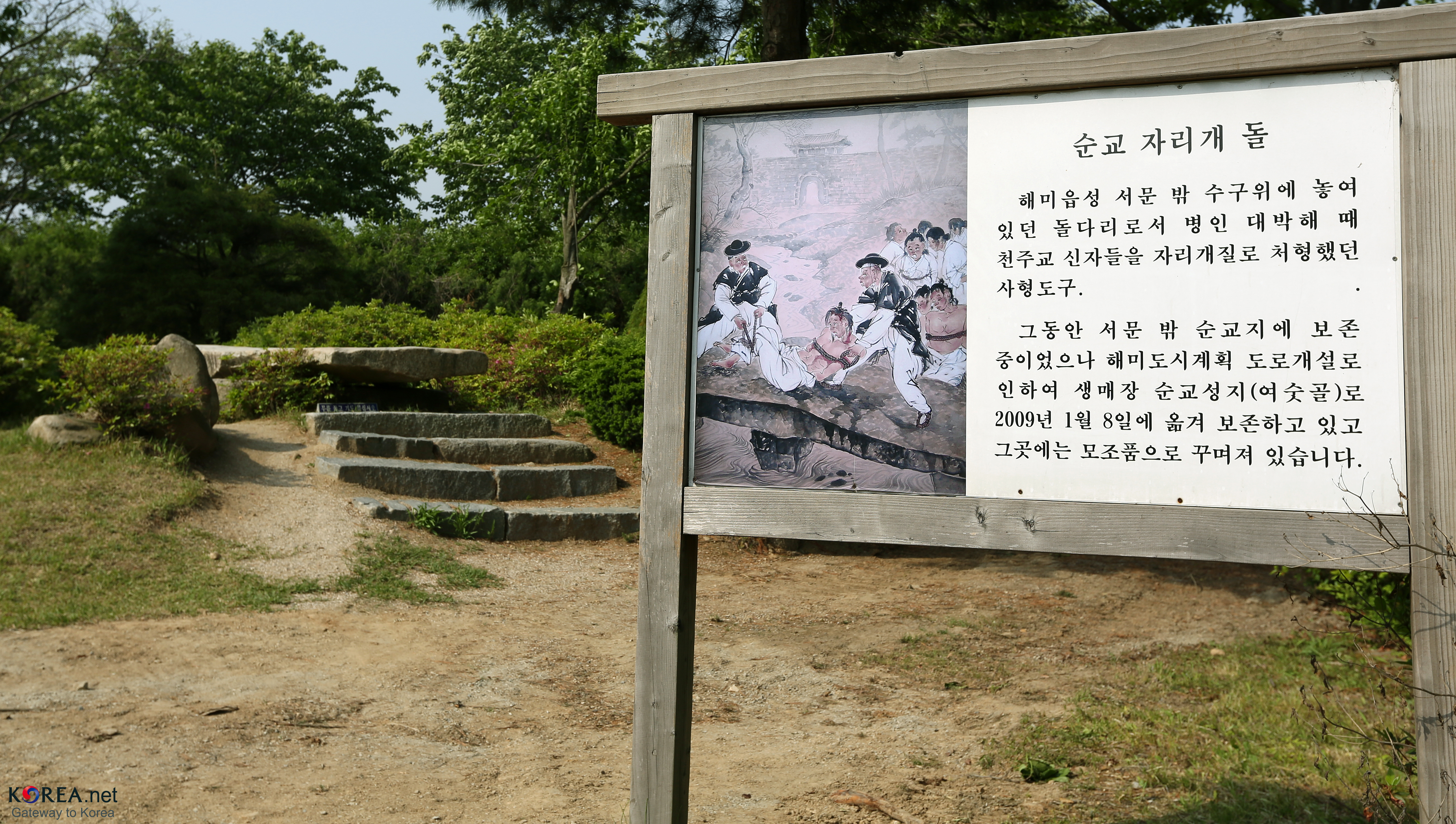
자리개 돌과 안내판
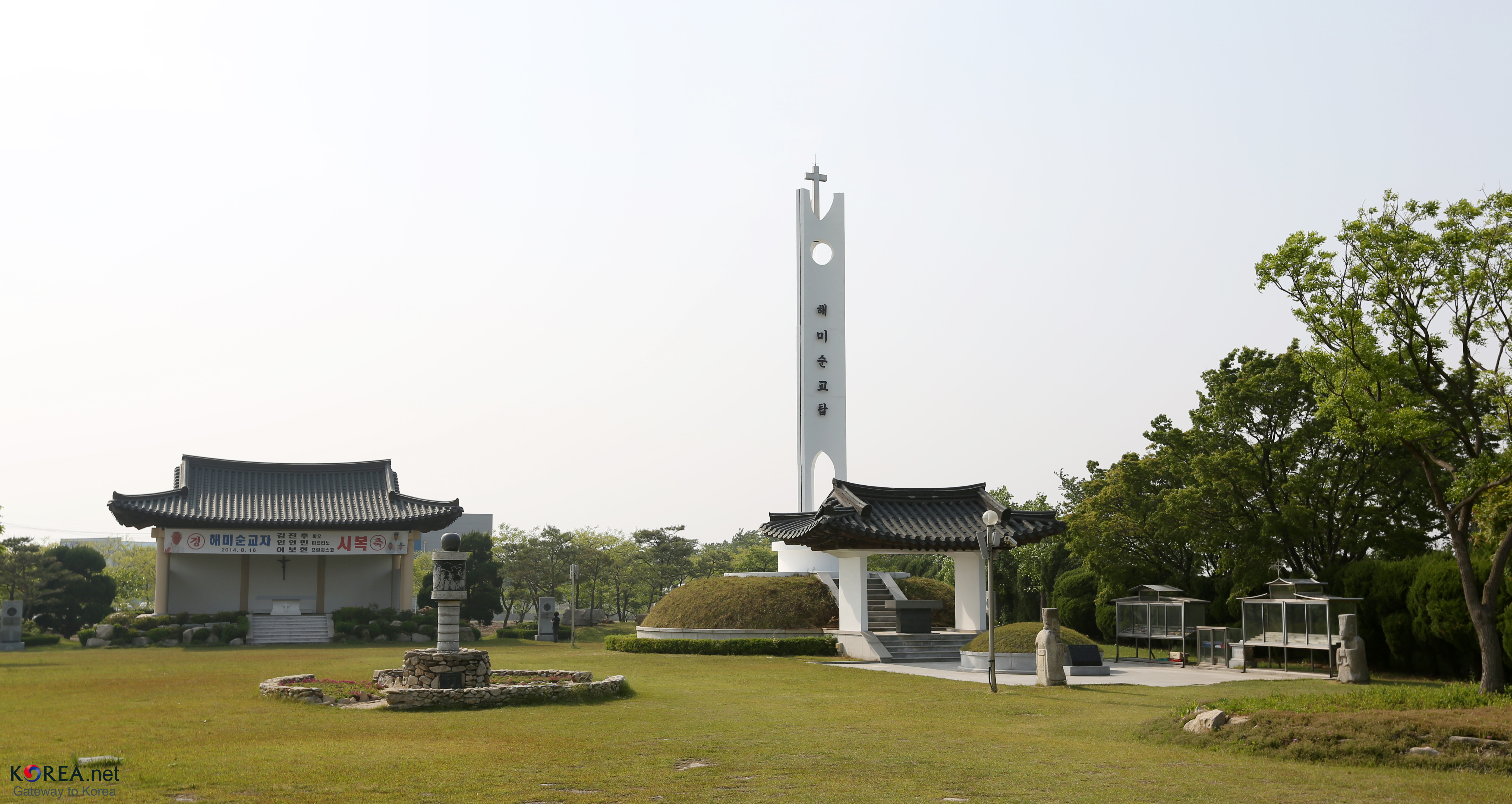
노천 성당과 해미순교탑
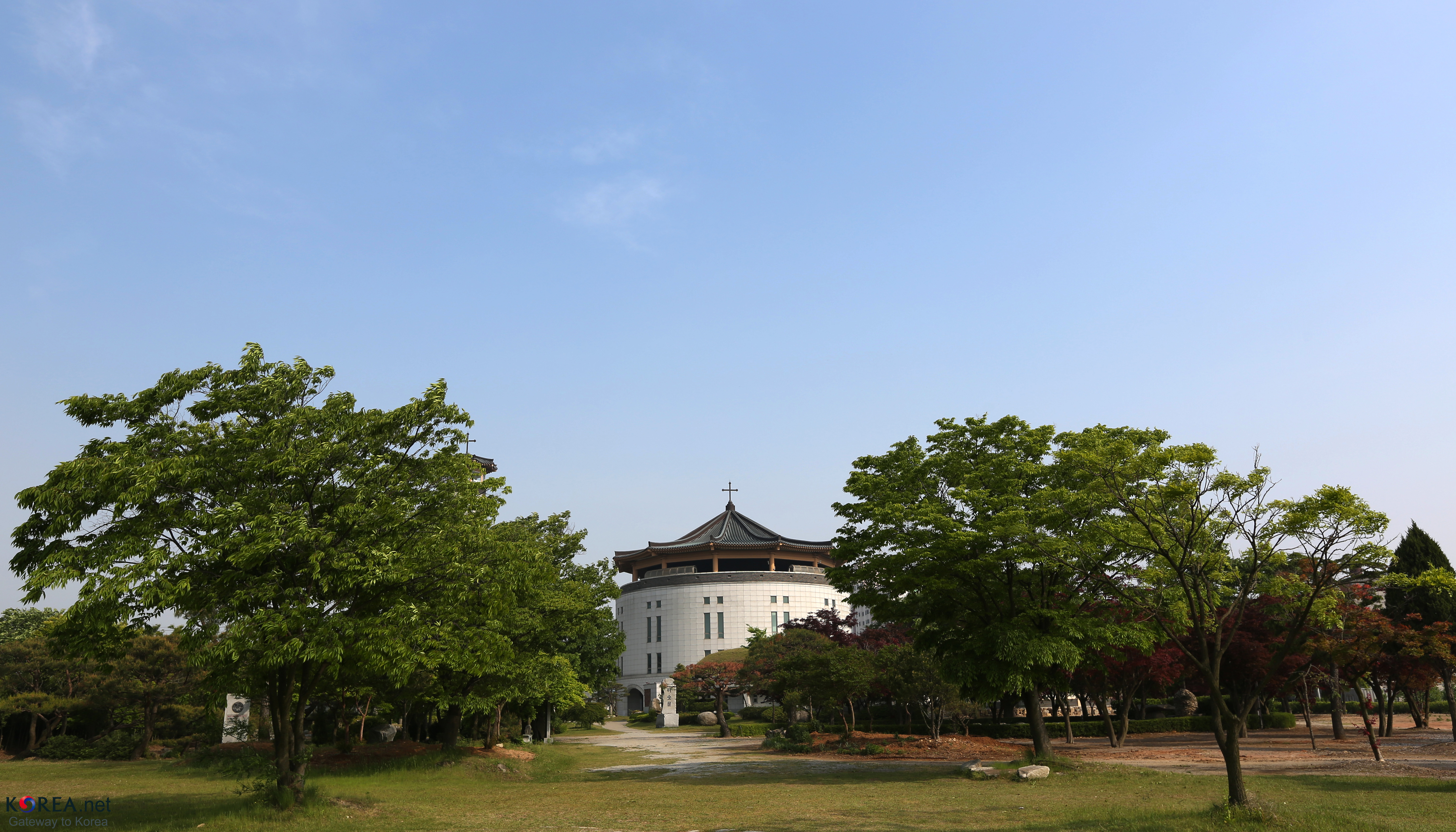
대성당
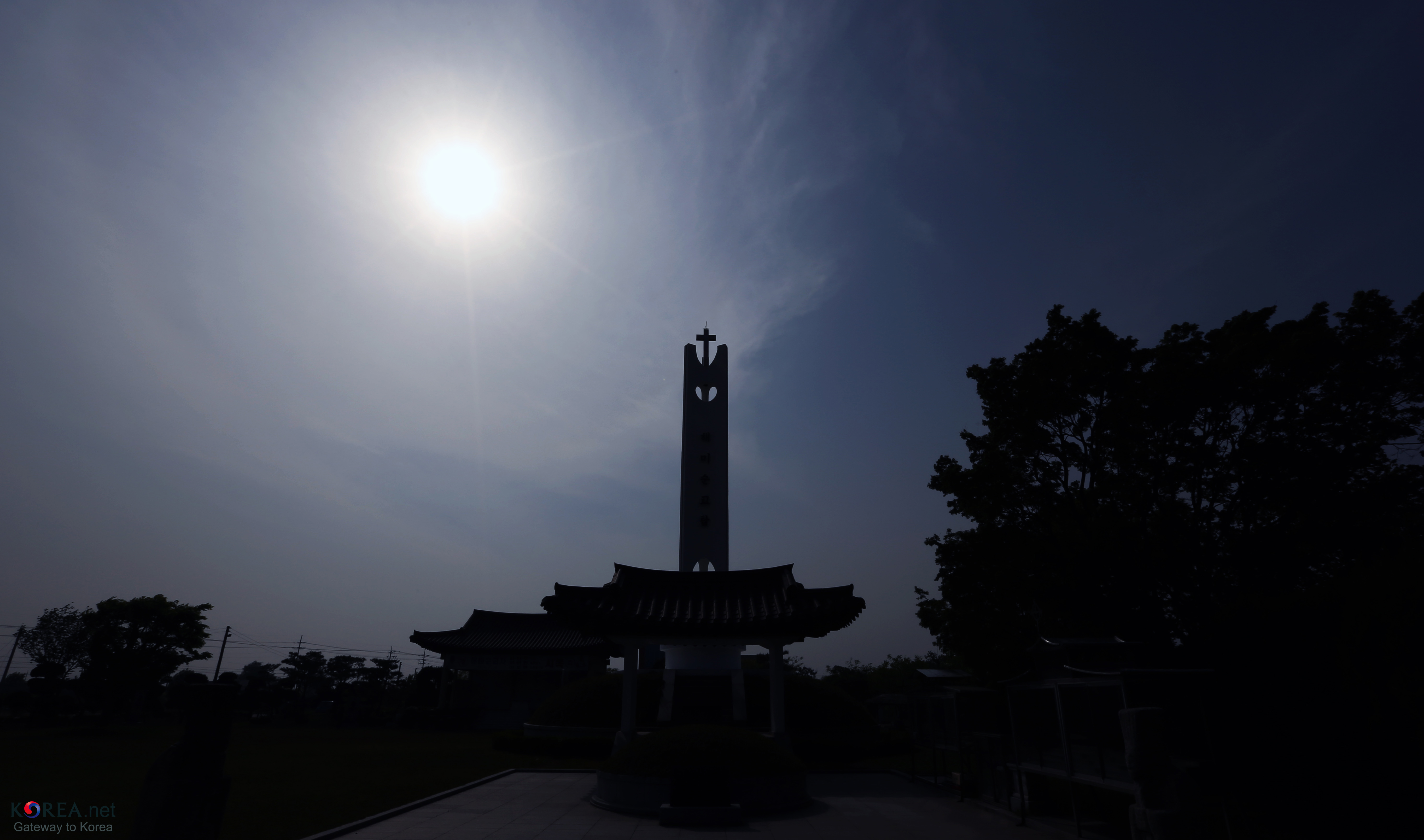
무명순교자의 묘와 해미순교탑
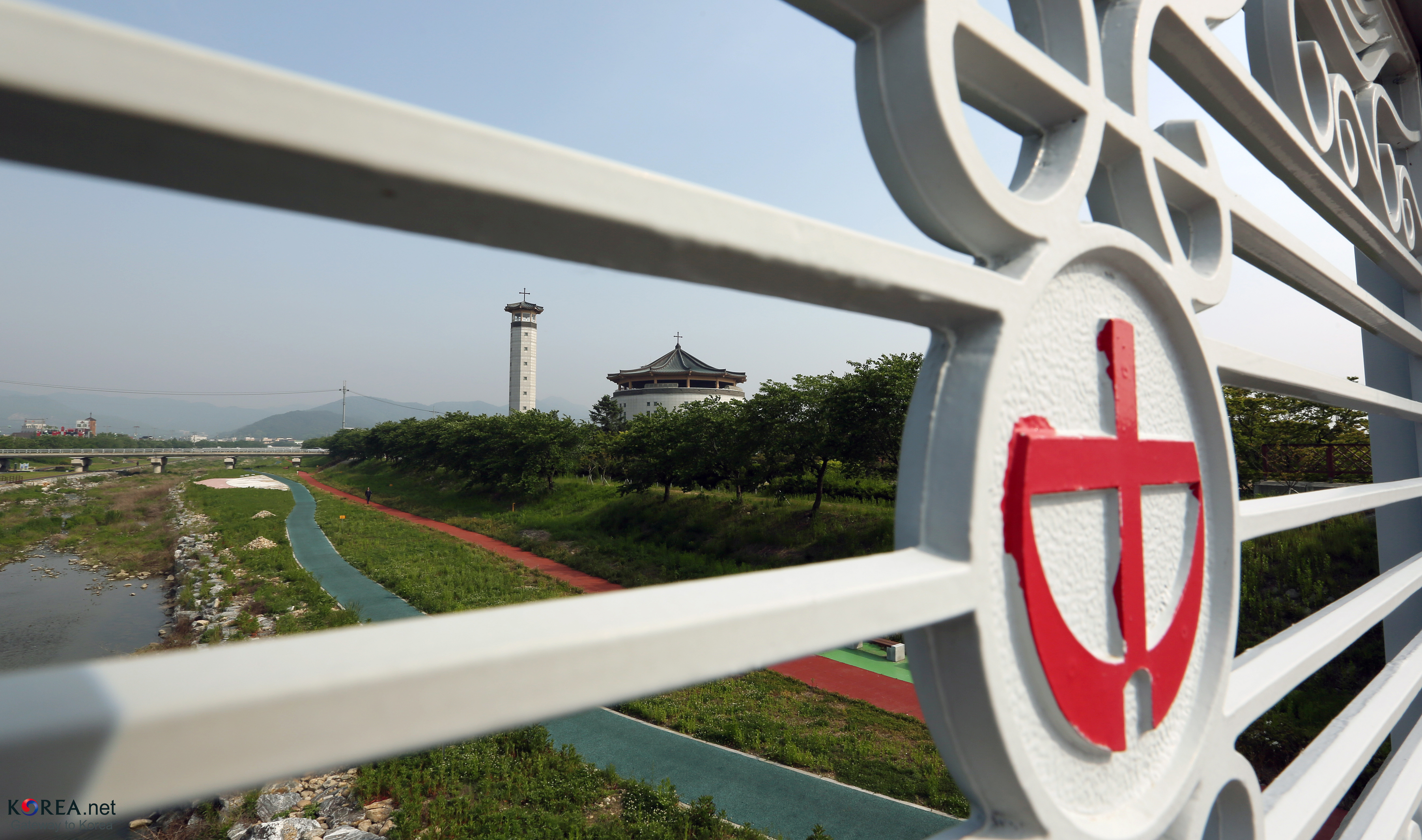
해미천 다리에서 바라본 대성당
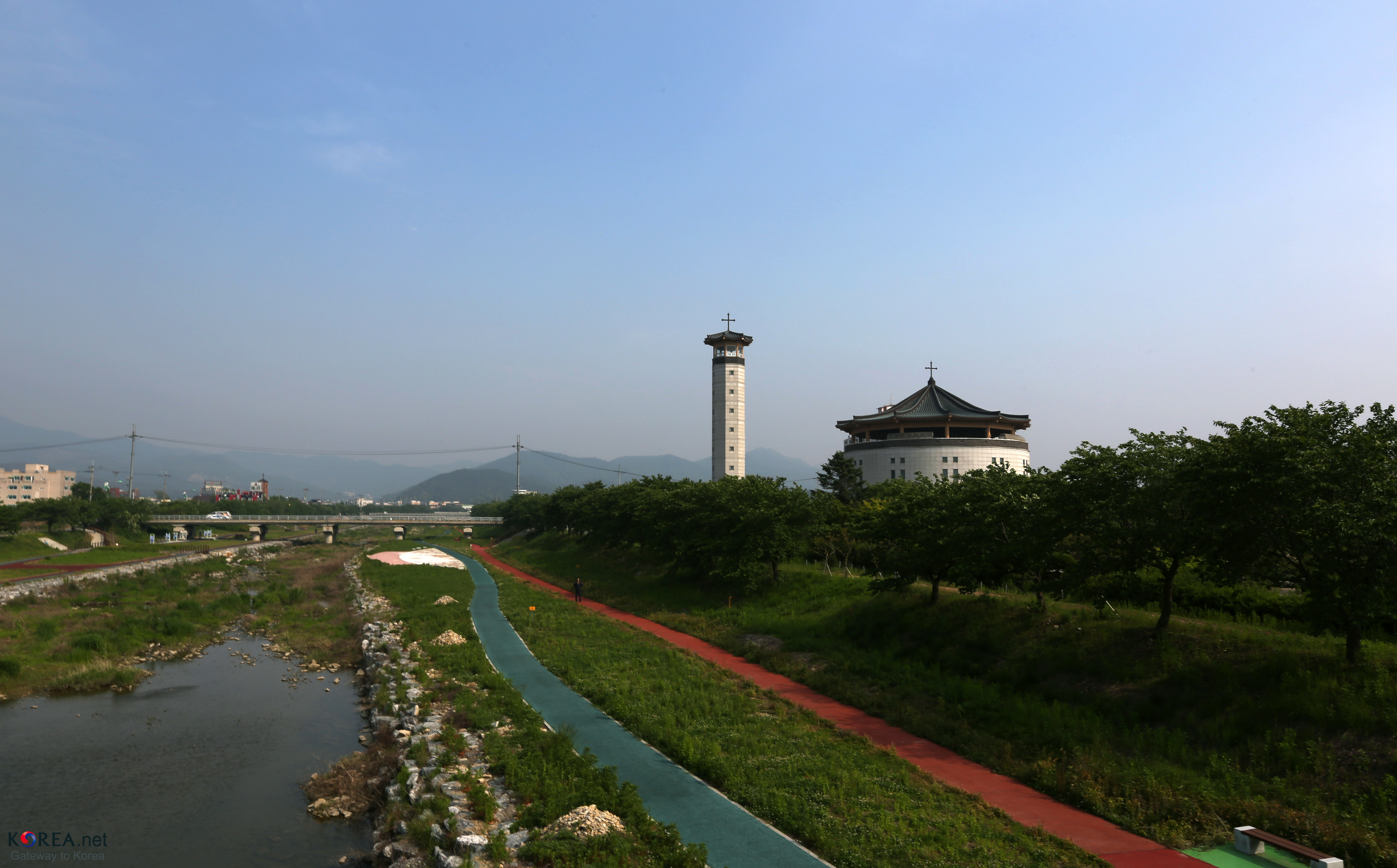
해미천 변에서 바라본 대성당

## 같이 보기
- 해미읍성
- 서산 해미읍성 회화나무
- 한국의 로마 가톨릭 성인